# William B. Rochester
William Beatty Rochester (* 29. Januar 1789 in Hagerstown, Maryland; † 14. Juni 1838 vor der Küste von North Carolina) war ein US-amerikanischer Jurist und Politiker. Zwischen 1821 und 1823 vertrat er den Bundesstaat New York im US-Repräsentantenhaus. 

## Werdegang
William Beatty Rochester wurde ungefähr sechs Jahre nach dem Ende des Unabhängigkeitskrieges im Washington County geboren. Er besuchte öffentlichen Schulen und graduierte dann an der Charlotte Hall Military Academy im St. Mary’s County. Während des Britisch-Amerikanischen Krieges war er Aide-de-camp von General George McClure. Nach dem Ende des Krieges studierte er Jura. Er begann nach dem Erhalt seiner Zulassung als Anwalt in Bath (New York) zu praktizieren. Später zog er nach Angelica (New York).
Als Gegner einer zu starken Zentralregierung schloss er sich in jener Zeit der von Thomas Jefferson gegründeten Demokratisch-Republikanischen Partei an. Er saß 1816 und 1818 in der New York State Assembly. Bei den Kongresswahlen des Jahres 1820 für den 17. Kongress wurde er im 20. Wahlbezirk von New York in das US-Repräsentantenhaus in Washington, D.C. gewählt, wo er am 4. März 1821 die Nachfolge von Jonathan Richmond und Caleb Baker antrat. Im Jahr 1822 kandidierte er für die Crawford-Fraktion im 28. Wahlbezirk von New York für den 18. Kongress. Nach einer erfolgreichen Wahl trat er am 4. März 1823 als erster Vertreter des Distrikts den Dienst im US-Repräsentantenhaus an. Allerdings trat er wenige Wochen später von seinem Sitz im Kongress zurück.
Am 21. April 1823 wurde er zum Richter am Amtsgericht im 18. Bezirk ernannt – ein Posten, den er bis zu seinem Rücktritt 1826 innehatte. Zu jener Zeit kandidierte er als Demokrat erfolglos um das Amt des Gouverneurs von New York. Danach war er als Sekretär für Special Envoy Extraordinary and Minister Plenipotentiary in Kolumbien tätig und 1827 als Chargé d’Affaires in Zentralamerika. 1828 ließ er sich in Buffalo nieder, wo er Präsident der Filiale der Second Bank of the United States wurde. Ferner war er später Präsident der Bank of Pensacola in Florida und zwischen 1837 und 1838 Direktor der Alabama and Florida Railroad Company.
Am 14. Juni 1838 sank das Dampfschiff Pulaski vor der Küste von North Carolina. Zu jenem Zeitpunkt befand sich Rochester am Bord des Schiffes.